# Okres Budakeszi
Okres Budakeszi (maďarsky Budakeszi járás) je jedním z osmnácti okresů maďarské župy Pest. Jeho centrem je město Budakeszi.

## Sídla
V okrese se nachází celkem 12 měst a obcí.
Města
- Biatorbágy
- Budakeszi
- Budaörs
- Zsámbék

Městyse
- Nagykovácsi

Obce
- Budajenő
- Herceghalom
- Páty
- Perbál
- Remeteszőlős
- Telki
- Tök